# Karl Ferdinand
Karl Ferdinand, avstrijski feldmaršal, * 1781, † 1850.